# Remete-hegyi 12. sz. barlang
A Remete-hegyi 12. sz. barlang a Duna–Ipoly Nemzeti Parkban lévő Remete-szurdokban található egyik barlang volt, de megsemmisült.

## Leírás
Remeteszőlős és Budapest határánál, külterületen, a Remete-szurdok É-i oldalában, a Remete-hegyen lévő régi, felhagyott, 100 m átmérőjű kőfejtőben volt a barlang bejárata. A kőfejtő É-i fejtőfalának közepén, kb. 340 m tszf. magasságban nyílt. A kőfejtő felső részének közelében lévő és barlangméretet nem elérő két üregtől K-re 12 m-re volt. Szűk nyílása és kis ablaka után omladékos, gyökérzettel átszőtt kis üreg következett. A 6 m hosszú barlangot alacsonynak, alig bekúszhatónak és pusztulónak találták 1970-ben.
1984-ben volt először Remete-hegyi 12. sz. barlangnak nevezve a barlang az irodalmában. Előfordul a barlang az irodalmában 12. számú barlang (Horváth, Szunyogh 1971) és Remetehegyi 12. sz. barlang (Bertalan 1976) neveken is.

## Kutatástörténet

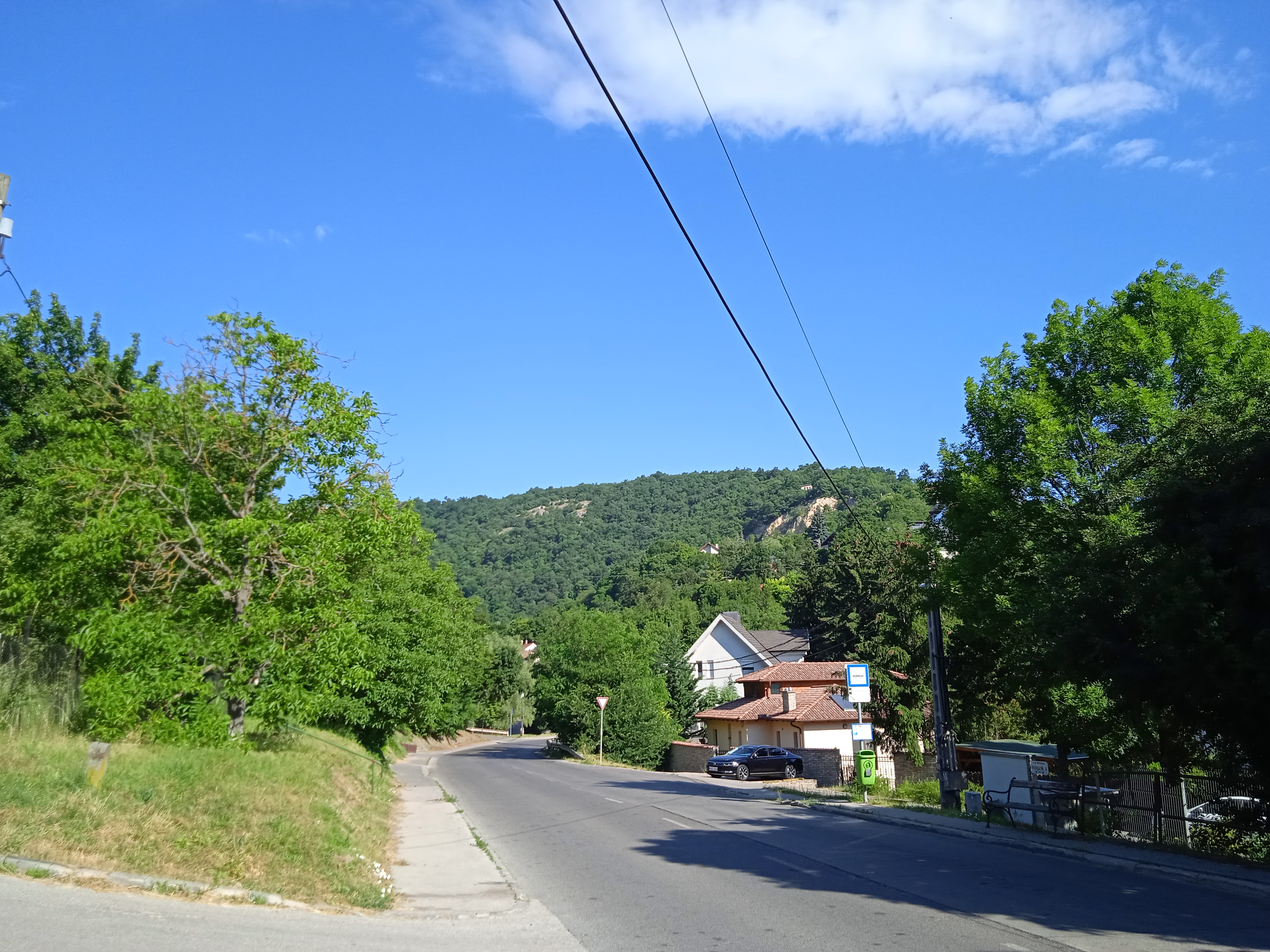
A Remete-szurdok és a Remete-hegy K-i vége. A hegyoldal jobb oldalán látható az a kőfejtő, amelyben a Remete-hegyi 12. sz. barlang nyílt

Az FTSK Barlangkutató Csoport tagjai 1970-ben felmérték a Remete-hegyi 12. sz. barlangot. A felmérés adatainak felhasználásával meg lett rajzolva a barlang alaprajz térképvázlata.
A Karszt és Barlang 1971. évi évfolyamában kiadott beszámolóban, amely a Remete-szurdoknak és barlangjainak 1970. évi térképezését ismerteti, az olvasható, hogy az Ördög-árok patakja, mielőtt Budapestre belépne, meredek sziklafalak között, a festői szépségű Szurdok-völgyön tör át. Ezek a sziklafalak sok üreget, barlangot rejtenek magukban. A Ferencvárosi Természetbarát Sportkör barlangkutató szakosztálya 1970. július 12. és 19. között térképezőtábort tartott azért, hogy a völgy összes üregét felmérje, illetve pontosan meg legyen határozva a barlangok egymáshoz viszonyított földrajzi elhelyezkedése. A tábor utáni ellenőrzőmérésekkor és felszíni mérésekkor a nagyobb barlangokon kívül még négy kis barlangot mértek fel a teljesség kedvéért a szakosztály tagjai. A Szurdok-völgyben 12 ismert és felmért, barlangnak tekinthető természetes üreg van. A völgy bal oldalában nyílik mindegyik.
Ny-ról K-i irányba számozva a Remete-szurdokban lévő barlangokat, sziklabordák szerint az 5. számú sziklabordában nyílik a 12. számú barlang. Ez a barlang a Remete-hegy K-i elkeskenyedő, erdős gerincén, a régi, felhagyott és 100 m átmérőjű kőfejtő É-i fejtőfalának közepén, kb. 340 m tszf. magasságban található. A kőfejtő felső részének közelében lévő és barlangméretet nem elérő két üregtől K-re 12 m-re van. Szűk nyílása és kis ablaka után omladékos, gyökérzettel átszőtt kis üreg következik. A 6 m hosszú barlang alacsony, alig kúszható be és pusztul. Ez a Szurdok-völgy 12. számú barlangja. Vázlatosan lett felmérve. A tanulmányban látható a máriaremetei Remete-szurdok térképvázlata, amelyet az FTSK Barlangkutató Csoport 1970-ben rajzolt. Jelölve van a Remete-hegyi 12. sz. barlang földrajzi elhelyezkedése ezen a helyszínrajzon, amelyen 12. számú barlang a neve. A publikációba bekerült a barlang 1970-ben készült térképvázlata.
Az 1976-ban befejezett, Bertalan Károly által írt kéziratban az olvasható, hogy a Budai-hegyekben, Nagykovácsin, a Remete-hegyen, 340 m tengerszint feletti magasságban van a Remetehegyi 12. sz. barlang. A K-i dombgerinc elhagyott kőfejtőjében, a kőfejtő falának közepénél, két kisebb üregtől K-re 12 m-re helyezkedik el. A 6 m hosszú, alacsony barlang omladékos és pusztuló üreg. Budapest határában van. A kézirat barlangot ismertető része 1 publikáció alapján van írva. Az 1984-ben napvilágot látott, Magyarország barlangjai című könyv országos barlanglistájában szerepel a Budai-hegységben lévő barlang (Remete-hegyi 12. sz. barlang). A listához kapcsolódóan látható a Dunazug-hegység barlangjainak földrajzi elhelyezkedését bemutató, 1:500 000-es méretarányú térképen a barlang földrajzi elhelyezkedése.